# Pseudotolida awana
Pseudotolida awana es una especie de coleóptero de la familia Mordellidae.

## Distribución geográfica
Habita en Japón.